# Alard von Arnim

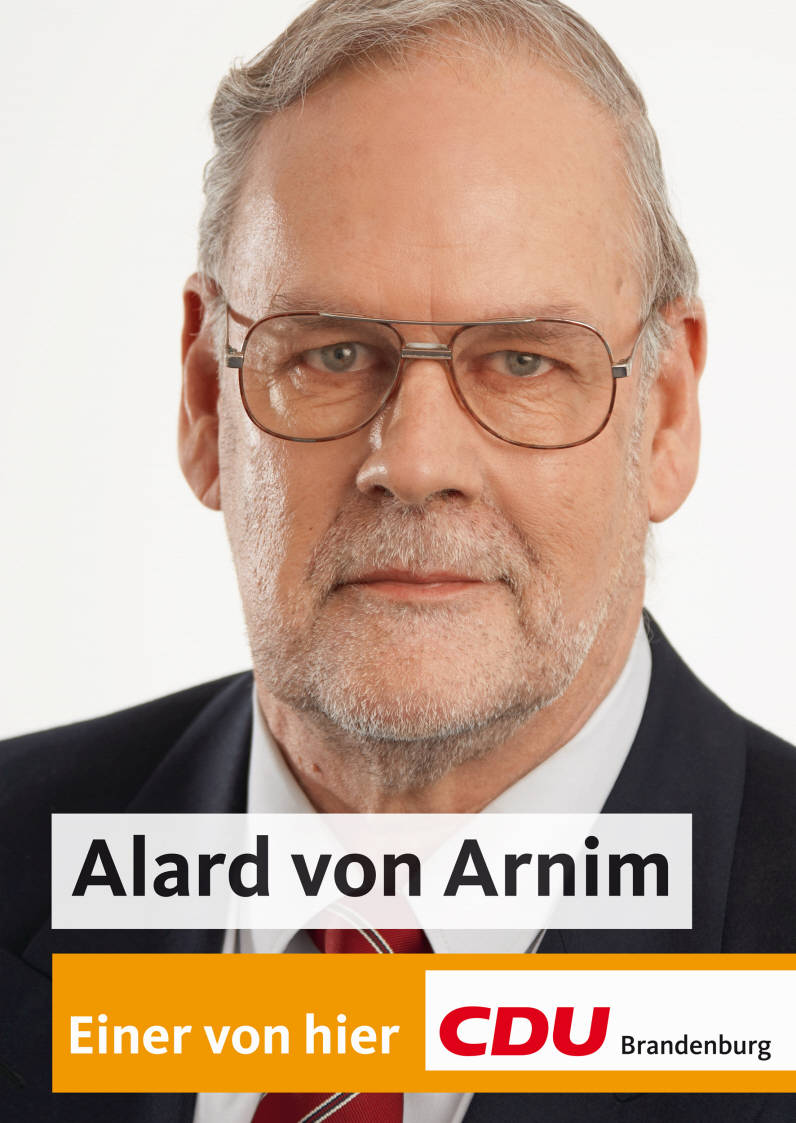
Alard von Arnim auf einem Wahlplakat zur Landtagswahl 2009

Alard von Arnim (* 19. September 1943 in Groß Fredenwalde; † 2. Oktober 2014 in Berlin) war ein deutscher Politiker (CDU). Er war von 1999 bis 2009 Abgeordneter im Landtag Brandenburg.

## Leben und Beruf
Alard von Arnim entstammt dem Adelsgeschlecht derer von Arnim. Er war der Sohn von Fritz von Arnim (1892–1970) und dessen zweiter Ehefrau Alexandra, geb. Freiin von Elverfeldt genannt von Beverfoerde zu Werries (1908–1993). Fritz von Arnim war Eigentümer des Gutes Groß Fredenwalde. In erster Ehe war dieser verheiratet mit Helene, geb. von der Hagen aus Schmiedeberg, Kreis Angermünde. Anfang 1945 floh die Familie vor der heranrückenden Roten Armee. Anschließend wurde das Gut Groß Fredenwalde enteignet. 1948 legte Fritz von Arnim in Lohne (Wietmarschen) eine Siedlerstelle an, der er, in Anlehnung an das alte Gut, den Namen „Fredenhof“ gab. Alard von Arnim war gelernter Bankangestellter und evangelischer Konfession. Er war verheiratet mit Klara, geb. Partmann. Die Ehe blieb kinderlos.
Nach der Wende kam Alard von Arnim aus dem Emsland an seinen Geburtsort zurück und bewirtschaftet als Landwirt das alte Familiengut.
Für die restaurierte Kirche von Groß Fredenwalde setzte er sich für eine Dauerleihgabe einer Holzfigur aus dem Templiner Museum ein, die in der Kirche ursprünglich als Taufengel diente. Unter dieser war Alard von Arnim noch selbst getauft worden.

## Politik
Von 1962 bis 2014 war Arnim Mitglied der CDU. Er war Beisitzer im Kreisvorstand des CDU-Kreisverbandes Uckermark.
Von 1998 bis 2014 war er Mitglied des Gemeinderates Gerswalde und des Kreistages Uckermark. Im Kreistag Uckermark arbeitete er als Mitglied im Finanz- und Rechnungsprüfungsausschuss. Er war Landesvorsitzender der Seniorenunion Brandenburg.
Mitglied des Landtages Brandenburg war Arnim von September 1999 bis September 2009. Bei der Landtagswahl 2004 konnte er sich mit 18,7 % (Erststimmen) und 19,4 % (Zweitstimmen) im Wahlkreis 11 – Uckermark I nicht gegen die Bewerber von PDS und SPD durchsetzen. Im Jahr 2009 erhielt er als Direktkandidat 18,0 % der Erststimmen und verlor sein Landtagsmandat. 1999 und 2004 zog Arnim jeweils über die Landesliste der CDU Brandenburg in das Parlament ein.
Arnim war ordentliches Mitglied im Rechnungsprüfungsausschuss, im Richterwahlausschuss und im Rechtsausschuss. Im Landwirtschaftsausschuss, im Finanzausschuss und im Petitionsausschuss war er als stellvertretendes Mitglied tätig.